# Andrew Lau
Pour les articles homonymes, voir Lau.
Andrew Lau, de son vrai nom Lau Wai-keung (劉偉強, né le 4 avril 1960) est un réalisateur, producteur et directeur de la photographie hongkongais, surtout connu pour sa série de films Young and Dangerous et sa trilogie Infernal Affairs. Il travaille souvent en collaboration avec Alan Mak et Felix Chong et est le fondateur de la société de production Basic Pictures.

## Biographie
Il réalise de nombreux films à succès : six films de la série Young and Dangerous, The Storm Riders, The Legend of Speed, et The Duel. Au début des années 2000, il réalise une trilogie qui connaît un succès international avec Infernal Affairs, Infernal Affairs 2 et Infernal Affairs 3. Martin Scorsese réalise un remake du premier film de la trilogie avec Les Infiltrés.

## Filmographie
- 1986 : Where's Officer Tuba? (directeur de la photographie)
- 1986 : Le Retour de Mr. Vampire (directeur de la photographie)
- 1987 : Mr. Vampire 3 (directeur de la photographie)
- 1989 : The First Time Is the Last Time (directeur de la photographie)
- 1989 : News Attack (directeur de la photographie)
- 1989 : Little Cop (directeur de la photographie et acteur)
- 1989 : Héroïne Connection (directeur de la photographie)
- 1990 : Against All (Peng dang)
- 1990 : Return Engagement (directeur de la photographie)
- 1990 : The Unmatchable Match (directeur de la photographie)
- 1990 : Curry and Pepper (directeur de la photographie)
- 1991 : Legend of the Dragon (directeur de la photographie)
- 1991 : Lee Rock (Ng yi taam jeung: Lui Lok juen)
- 1991 : Lee Rock 2 (Ng yi taam jeung II)
- 1991 : The Ultimate Vampire (réalisateur et directeur de la photographie)
- 1992 : The Wicked City (directeur de la photographie)
- 1992 : The Days of Being Dumb (directeur de la photographie)
- 1992 : Rhythm of Destiny (Ban wo zong heng)
- 1993 : Ghost Lantern (Yun pei dung lung)
- 1993 : Raped by an Angel (Xiang Gang qi an: Zhi qiang jian)
- 1993 : Hero – Beyond the Boundary of Time (directeur de la photographie)
- 1993 : Perfect Exchange (directeur de la photographie)
- 1994 : To Live and Die in Tsimshatsui (Xin bian yuan ren)
- 1994 : Modern Romance (Lian ai de tian kong)
- 1995 : Mean Street Story (Miao jie gu shi)
- 1995 : Lover of the Last Empress (Ci Xi mi mi sheng huo)
- 1995 : The Saint of Gamblers (Dou sing 2: Gai tau dou sing)
- 1996 : Best of the Best (Fei hu xiong xin 2 zhi ao qi bi tian gao)
- 1996 : Young and Dangerous (Gu huo zi: Zhi ren zai jiang hu)
- 1996 : Young and Dangerous 2 (Goo waak jai 2: Ji maang lung gwoh gong)
- 1996 : Young and Dangerous 3 (Gu huo zi 3: Zhi zhi shou zhe tian)
- 1997 : Young and Dangerous 4 (97 goo waak jai: Jin mo bat sing)
- 1998 : Young and Dangerous 5 (98 goo waak chai ji lung chang foo dau)
- 1998 : Young and Dangerous: The Prequel (San goo waak chai ji siu nin gik dau pin)
- 1998 : The Storm Riders (Feng yun xiong ba tian xia)
- 1999 : A Man Called Hero (Zhong hua ying xiong)
- 1999 : The Legend of Speed (Lit feng chin che 2 gik chuk chuen suet)
- 2000 : The Duel (Kuet chin chi gam ji din)
- 2000 : Sausalito (Yi jian zhong qing)
- 2001 : Bullets of Love (Bat sei ching mai)
- 2001 : The Avenging Fist (Kuen sun) (coréalisé avec Corey Yuen)
- 2001 : Dance of a Dream (Oi gwan yue mung)
- 2002 : Women From Mars (Dong laam yan bin shing lui yan) (coréalisé avec Raymond Yip)
- 2002 : The Wesley's Mysterious File
- 2002 : Infernal Affairs (Wu jian dao) (coréalisé avec Alan Mak)
- 2003 : Infernal Affairs 2 (Wu jian dao 2) (coréalisé avec Alan Mak)
- 2003 : Infernal Affairs 3 (Wu jian dao 3) (coréalisé avec Alan Mak)
- 2003 : Cat and Mouse (producteur et directeur de la photographie)
- 2003 : The Park (en) (Chow lok yuen)
- 2005 : Initial D (coréalisé avec Alan Mak)
- 2006 : Confession of Pain
- 2006 : Daisy
- 2007 : The Flock
- 2009 : Look for a Star
- 2010 : Legend of the Fist: The Return of Chen Zhen
- 2011 : A Beautiful Life (en)
- 2012 : Guillotines
- 2012 : The Last Tycoon (producteur et directeur de la photographie)
- 2014 : From Vegas to Macau (producteur)
- 2014 : La Revanche des dragons verts (coréalisé avec Andrew Loo)
- 2015 : From Vegas to Macau 2 (producteur et directeur de la photographie)
- 2016 : From Vegas to Macau 3 (coréalisé avec Wong Jing)
- 2017 : The Founding of an Army (en)
- 2019 : The Bravest (producteur)
- 2019 : The Chinese Pilot
- 2019 : Line Walker 2: Invisible Spy (producteur)

## Distinctions

### Récompenses
- Prix du meilleur réalisateur lors des Golden Bauhinia Awards 2003 pour Infernal Affairs.
- Prix du meilleur réalisateur lors du Golden Horse Film Festival 2003 pour Infernal Affairs.
- Prix du meilleur réalisateur lors des Hong Kong Film Awards 2003 pour Infernal Affairs.
- Prix du meilleur film étranger lors des Blue Ribbon Awards 2004 pour Infernal Affairs.

### Nominations
- Nomination au prix de la meilleure photographie lors des Hong Kong Film Awards 1989 pour As Tears Go By.
- Nomination au prix de la meilleure photographie lors des Hong Kong Film Awards 1992 pour Lee Rock.
- Nomination au prix de la meilleure photographie lors des Hong Kong Film Awards 1995 pour Chungking Express.
- Nomination au prix de la meilleure photographie lors des Hong Kong Film Awards 1996 pour I'm Your Birthday Cake.
- Nomination au prix de la meilleure photographie lors des Hong Kong Film Awards 1999 pour The Storm Riders.
- Nomination au prix de la meilleure photographie lors des Hong Kong Film Awards 2003 pour Infernal Affairs.
- Nomination au prix de la meilleure photographie lors des Hong Kong Film Awards 2004 pour Infernal Affairs 2.
- Nomination au prix du meilleur réalisateur lors des Hong Kong Film Awards 2004 pour Infernal Affairs 2.
- Nomination au prix de la meilleure photographie lors des Hong Kong Film Awards 2004 pour Infernal Affairs 3.